# Luís de Montalvor
Luís de Montalvor (S. Vicente, Cabo Verde, 31 de Janeiro de 1891, Lisboa, 2 de Março de 1947), pseudónimo de Luís Filipe de Saldanha da Gama da Silva Ramos, poeta e editor português.

## Biografia

### Vida e obra
Filho de um magistrado, aos dois meses de idade foi viver para Lisboa. Aí fez os seus estudos e iniciou a sua actividade cultural. Fundou as revistas Orpheu, em 1915, e Centauro, em 1916, e foi colaborador das revistas Atlântida (1915-1920) , Contemporânea (1915-1926) e Sudoeste  (1935).
Em 1933, fundou a "Editorial Ática, Lda.", com sede numa pequena loja na rua das Chagas, em Lisboa, e que a partir dos anos 40 adoptou a firma de "Ática, S.A.R.L., Casa Editora".
Pouco depois da morte de Fernando Pessoa, foi Luís de Montalvor quem convenceu a família do então quase desconhecido poeta (até aí só haviam sido publicados poemas avulsos em revistas de pequena circulação e a Mensagem em livro) do valor imenso da sua obra, praticamente inédita. Os herdeiros de Pessoa confiaram então a Montalvor e a João Gaspar Simões a tarefa de inventariar o espólio literário que o escritor deixara guardado numa arca, fechada no seu quarto do apartamento da Rua Coelho da Rocha.
Durante os anos seguintes, os dois escritores, paciente e graciosamente, organizaram os manuscritos pessoanos, tendo em 1942 sido publicado pela editora Ática as Poesias de Fernando Pessoa, primeiro dos cinco volumes constituintes das Obras Completas de Fernando Pessoa – sendo os restantes: Poesias de Álvaro de Campos (1944), Odes de Ricardo Reis (1945), Mensagem (1945) e Poemas de Alberto Caeiro (1946).
Segundo Gaspar Simões, instigado por sócios mais ambiciosos, Montalvor em Dezembro de 1946, inaugurou, na rua Garrett nº 2, em pleno Chiado, as instalações luxuosas e ampliadas da editora-livraria, com espaços para conferências e exposições de arte moderna, livros de arte importados, etc. Infelizmente, no pós-guerra, o frágil mundo editorial português foi sacudido por uma crise que afectou profundamente a Ática.

### Morte misteriosa
Decorridos escassos quatro meses do início do novo projecto comercial, a 2 de Março de 1947, pelas 12 horas, junto à Estação Fluvial de  Belém, foi visto o automóvel Opel, usado pela família nos seus passeios dominicais, a cair ao Tejo, perante a impotência das testemunhas que viram os seus ocupantes a debater-se aflitivamente no seu interior. Quando finalmente foi retirado do rio, já estavam mortos os sinistrados: o casal Montalvor e o seu filho único, condutor do veículo (uma "estranha criatura", no dizer de Gaspar Simões). 
Desconhecem-se os motivos da tragédia. Segundo Gaspar Simões teria sido um suicídio colectivo, motivado por dificuldades financeiras ou por algum drama familiar, aludindo a "histórias equívocas" que na época circulavam pelos maledicentes cafés lisboetas, a respeito de Montalvor e dos seus familiares.
No entanto, segundo o Diário de Lisboa desse mesmo dia, poderá ter-se tratado de um lamentável acidente. Foram os jornalistas desse diário que se dirigiram à morada na família, um enorme casarão na rua Garcia da Orta, nº 59, em Santos-o-Velho, e deram a triste notícia às duas jovens criadas, que ficaram estupefactas e tomadas pela dor. Segundo elas, nessa manhã, a patroa ter-lhes-ia recomendado que tivessem o almoço pronto para as 13h30 e o filho teria falado ao telefone com António Sérgio, combinando um jantar para essa noite. Além disso, no interior do veículo foi encontrado um saco com géneros alimentícios. As criadas apenas conheciam da família das vítimas uma tia muito idosa, Cândida da Silva Ramos.
Um técnico, citado pelo Diário de Lisboa de 3 de Março, referiu que aquele modelo de carro teria o pedal do acelerador muito próximo do pedal do travão e que alguém que usasse calçado largo poderia muito bem ter momentaneamente acelerado o veículo em vez de o travar. Os cadáveres estiveram para ser autopsiados, mas houve dispensa disso, a instâncias de amigos da família. No dia 5, foi celebrada missa na igreja dos Mártires, e o enterro foi no cemitério dos Prazeres. Nesse mesmo dia, foi realizada uma peritagem ao automóvel.

## Obras
- História do regime republicano em Portugal (1929)
- A arte indígena portuguesa (1934) com Diogo de Macedo

Póstumas:
- Poemas (1960)
- O livro de poemas de Luís de Montalvor (1998)
- Tentativa de um ensaio sobre a decadência (2008)
- «Para o túmulo de Fernando Pessoa»: e outras prosas (2015)